# 瑞典的海德薇格·索菲亞
海薇格·索菲亞（瑞典語：Hedvig Sofia，1681年6月26日—1708年12月22日），霍爾斯坦-戈托普公爵夫人，瑞典國王卡爾十一世的長女。

## 家庭
1698年，海德薇格·索菲亞與霍爾斯坦-戈托普公爵腓特烈四世結婚，兩人的獨子卡爾·腓特烈是俄羅斯沙皇彼得三世的父親。